# مارینا ایواشچانکا
مارینا ایواشچانکا (انگلیسی: Maryna Ivashchanka؛ زادهٔ ۸ نوامبر ۱۹۹۳) بازیکن بسکتبال زن اهل بلاروس است.